# Vallée de la Nubra
La vallée de la Nubra est une région historique et géographique du Ladakh, en Inde, qui englobe la vallée de la rivière Nubra et une partie de la vallée de la rivière Shyok. Ce nom est couramment utilisé dans trois sens qui se recoupent : la vallée de la rivière Nubra au sens strict, la région plus large qui englobe également une partie de la vallée de la Shyok, et la subdivision administrative et le tehsil qui correspondent à cette région. Dans cet article, la vallée de la Nubra désigne l'ensemble de la région.
Cette région est connue pour sa fertilité relative, ses villages de haute altitude et son accès par le col de Khardung.

## Nom
Le terme Nubra désigne à la fois la rivière Nubra, la vallée qu'elle forme et la région habitée plus large qui comprend également une partie de la vallée de la Shyok. Le nom vallée de la Nubra est souvent utilisé de manière ambiguë : certains le limitent à la vallée de la rivière Nubra au sens strict, tandis que d'autres l'utilisent de manière plus large pour désigner l'ensemble du système vallonné à trois bras centré sur le village de Diskit et formé par les rivières Nubra et Shyok. Cet article adopte l'usage plus large et utilise le terme vallée de la Nubra pour désigner l'ensemble de la région, une convention qui reflète l'usage courant et évite une confusion avec le nom seul Nubra, qui peut également désigner la rivière.
Le nom Nubra (tibétain : ནུབ་ར, Wylie : nub ra, THL : nup ra) proviendrait du mot tibétain Ldumra ou Dumra (tibétain : ལྡུམ་ར, Wylie : ldum ra, THL : dum ra), qui signifie « vallée des fleurs »,. Ce nom faisait référence à la vallée fertile et riche en vergers, qui contrastait avec le désert d'altitude environnant. En ladakhi, le mot Nubra peut également signifier « occidental », décrivant peut-être sa position par rapport à la partie haute, et orientale, de la vallée de la Shyok. Historiquement, la rivière Nubra était appelée Yarma Tsangpo (« rivière Yarma ») dans les sources tibétaines. L'usage moderne de rivière Nubra semble provenir du nom de la vallée.

## Géographie
La rivière Shyok rencontre la rivière Noubra (ou rivière Siachan) pour former une grande vallée qui sépare les chaînes du Ladakh et du Karakoram. La rivière Shyok est un affluent du fleuve Indus. L'altitude moyenne de la vallée est de plus de 3 000 m. Le moyen commun d'accéder à cette vallée est le col de Khardung La depuis Leh. Les ressortissants étrangers doivent obtenir un permis d'aire protégée pour visiter Noubra.

## Monastères
La statue de Bouddha Maitreya de 32 mètres est l'emblème de Noubra et est entretenue par le monastère de Diskit. Sur la rivière Shyok (prononcé Shayok), le village principal, Diskit, abrite le monastère de Diskit, situé de façon spectaculaire, construit en 1420 apr. J.-C. Hundar était la capitale de l'ancien royaume de Noubra au XVIIe siècle et abrite le Chamba Gompa .
Le monastère de Ganden Sumtseling est situé entre les villages de Kyagar et Sumur. De l'autre côté de la rivière Noubra ou Siachan à Panamik se trouve Ensa Gompa près du village de Warisfistan.

## Faune et flore
La vallée est célèbre pour sa forêt d'arbustes Hippophae (argousier), connue sous le nom de Leh Berry. C'est dans cette forêt arbustive que l'on peut apercevoir la mésange de Sophie. Vous pouvez également apercevoir l'alouette du Tibet, l'alouette de Hume et la fauvette babillarde. Diverses espèces d'oiseaux de zone humide, comme le tadorne casarca, la sarcelle d'été (ou cacharel), le canard pilet et le canard colvert, peuvent être aperçues sur plusieurs petits plans d'eau dispersés le long du parcours. En plus de ceux-ci, des échassiers comme la barge à queue noire, le chevalier guignette, le chevalier aboyeur, le chevalier gambette, le chevalier cul-blanc et le combattant varié peuvent être repérés dans le Noubra.

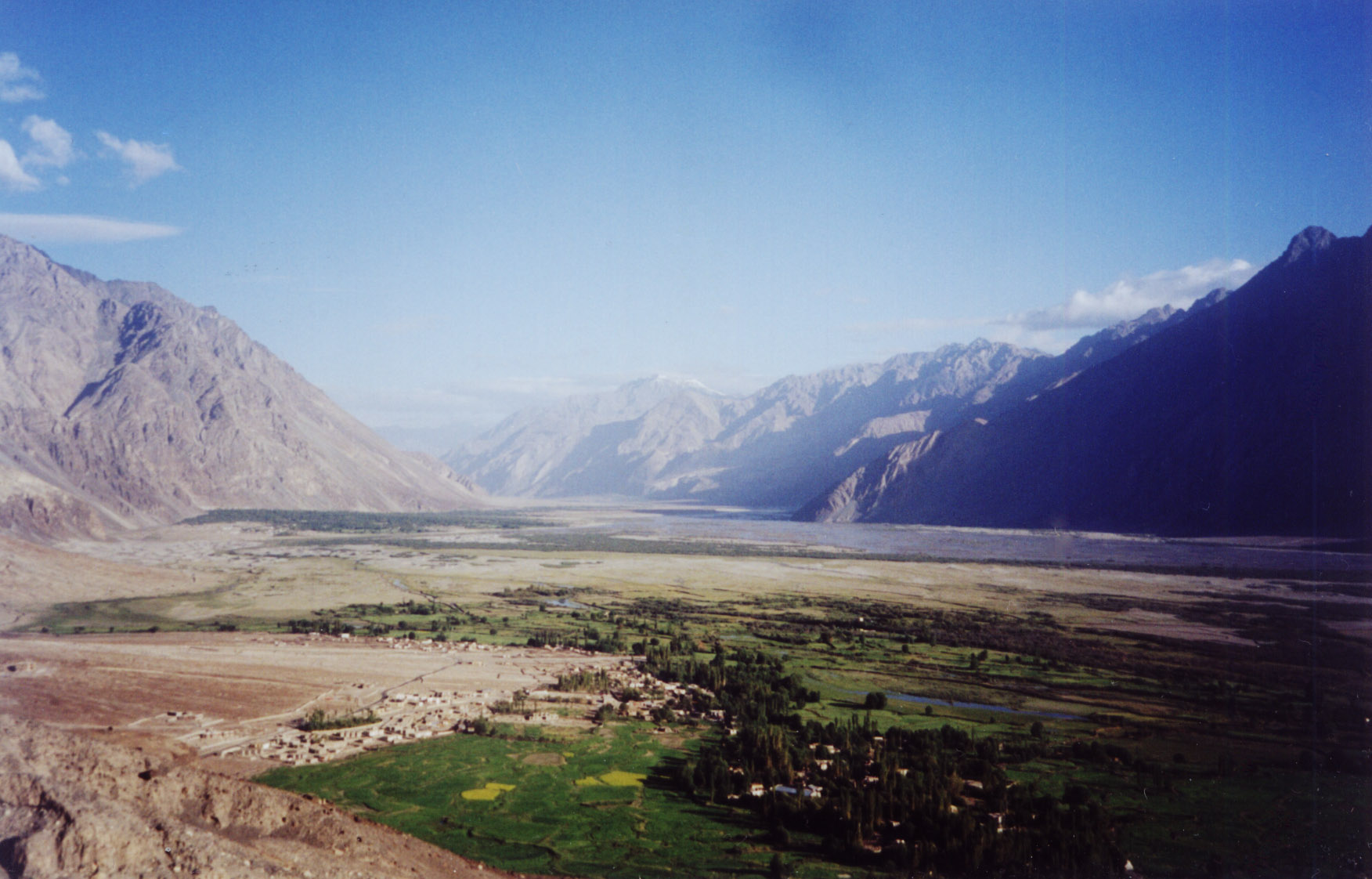
Vue du monastère de Diskit sur la vallée de la Noubra et le village de Diskit

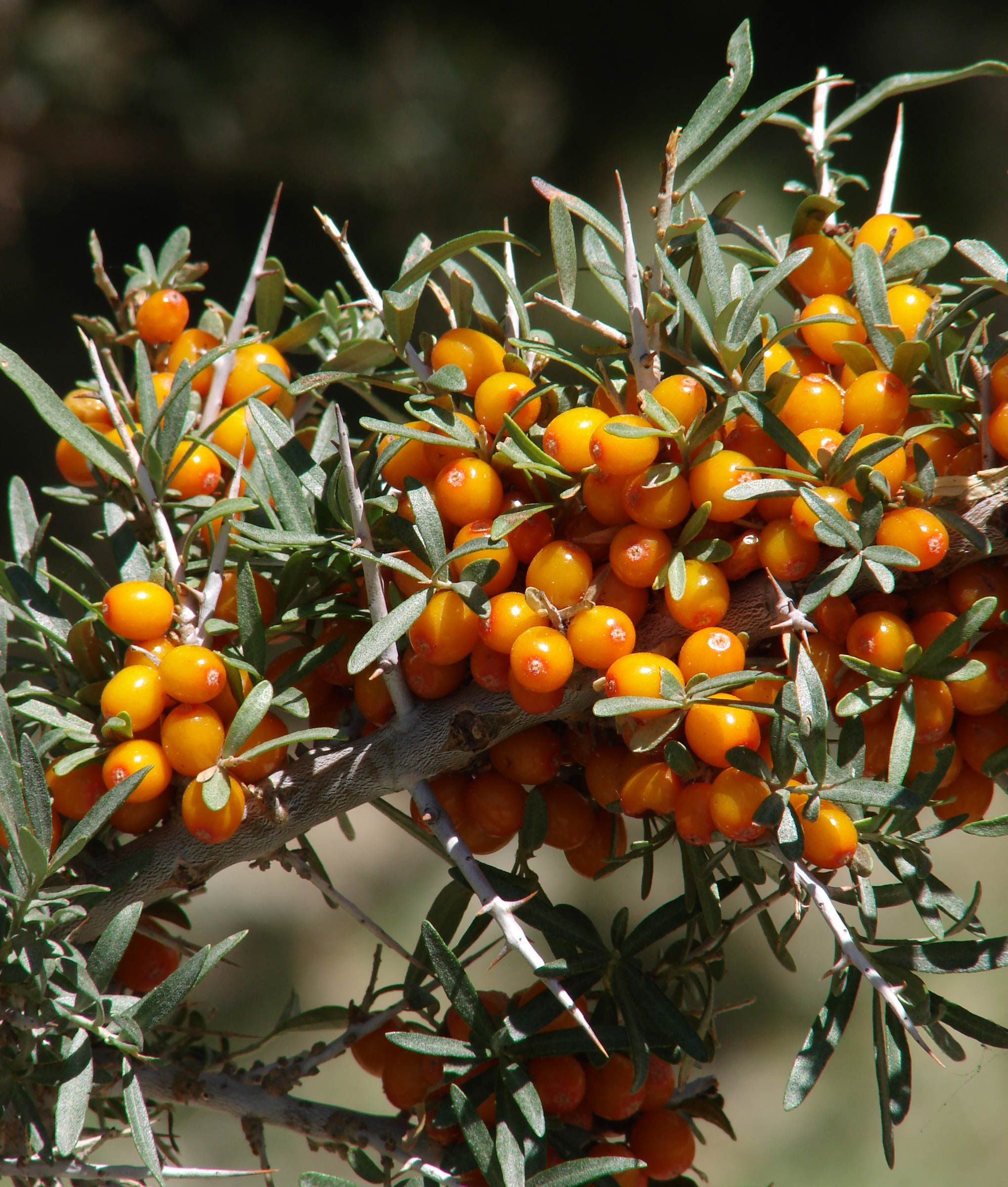
Baies d'argousiers, vallée de la Noubra, Ladakh.